# Listă de limbaje de programare după generație
O listă de limbaje de programare este alcătuită din cele mai cunoscute limbaje de programare care există în prezent sau care au existat de la începutul erei computerelor.  
Această listă de limbaje de programare este oganizată după generație.  Altele sunt ordonate după alte criterii, după cum urmează: 
1. Alfabetică
2. După categorie
3. Cronologică

## Generația întâi
Limbaje cod-mașină:

## Generația a doua
Limbaje de asamblare:
- Limbaj de asamblare

## Generația a treia
Limbaje de nivel înalt:
- C și limbajele inspirate din el: C++, C#, Java
- Fortran și derivatele sale
- Pascal și derivatele sale

## Generația a patra
Limbaje neprocedurale, orientate pe rezolvarea unei anumite clase de probleme:
- SQL

## Generația a cincea
Limbaje utilizate în domenii precum logica fuzzy, inteligența artificială, sau rețelele neuronale:
- Prolog
- LISP
- Haskell